# Història de les religions
La història de les religions es refereix a l'estudi del registre de les experiències i idees religioses humanes. Com a disciplina sorgeix al segle xix dins les ciències socials, o com la part històrica de les ciències religioses (el terme va ser usat per primer cop per Max Müller). La prehistòria de les religions es relaciona a l'estudi de les creences religioses que van existir prèviament a l'adveniment del registre escrit. El fris cronològic és una cronologia comparativa de la religió.
La paraula "religió" tal com es fa servir avui en dia no té cap traducció pre-colonial òbvia en les llengües no-europees. Daniel Dubuisson escriu que "el que l'Occident i la història de les religions en el seu naixement han objectivitzat sota el nom de 'religió' és ... quelcom força únic, que podria ser apropiat només per a ell mateix i la seva pròpia història." La història de la interacció de les altres cultures amb la categoria religiosa és doncs la seva interacció amb una idea que es va desenvolupar primerament a Europa sota la influència de la Cristiandat.

Símbols de diferents religions

## Els estudis
Els primers tractats de religió comparada es troben a les obres dels grecs (el costum de l'estàtua del déu desconegut ha d'inscriure's en aquesta línia de curiositat envers els cultes d'altres pobles). Dins les descripcions de diferents civilitzacions els historiadors clàssics com Heròdot o Plutarc incloïen referències a les seves religions, amb apunts dels seus orígens. Les religions monoteistes, per la seva banda, estan plenes d'obres en apologia de les seves creences on caracteritzen altres religions (definides com d'infidels, de gentils o paganes per oposició a un culte considerat autèntic o veritable). Aquestes apropaments, però, són esbiaixats perquè o bé es fixen només en l'exotisme o condemnen les pràctiques alienes, totes elles parteixen de l'etnocentrisme.
A partir del segle xix, en canvi, sorgeix un nou interès per la història de les religions. El coneixement progressiu de noves cultures (fruit del colonialisme i l'auge de l'antropologia) i la separació parcial entre Església i Estat permet un enfocament no religiós, més científic, de manera que l'estudi de les religions s'assimila al d'altres camps de la cultura.
L'escola d'història religiosa anomenada la Religionsgeschichtliche Schule va ser una escola de pensament alemanya del segle xix que va començar a estudiar sistemàticament la religió com a fenomen sociocultural. La Religionsgeschichtliche Schule va aparèixer en un moment que l'estudi escolar de la Bíblia i la història de l'església estaven florint a Alemanya i arreu (veure alta crítica, també anomenat el mètode històric-crític). Tradicionalment les religions s'han dividit en fases de progressió des de societats simples cap a complexes, especialment des del politeisme primitiu fins al monoteisme ètic. Però ara hi ha veus que afirmen que «el fet que la religió hagi evolucionat des del politeisme cap al monoteisme s'ha desacreditat» (p. 1763, Man, Myth & Magic, 1995).
La història de les religions està fortament influïda pels treballs de mitologia comparada (amb treballs com els de Georges Dumézil), pels estudis orientals i la psicoanàlisi, que proporciona una nova explicació del fet religiós basat en les mancances i necessitats humanes (allunyant-se de les revelacions pròpies de la història escrita des de cada culte). Els primers teòrics del fet religiós es van apropar a la seva història, com per exemple Émile Durkheim, Max Weber o William James.

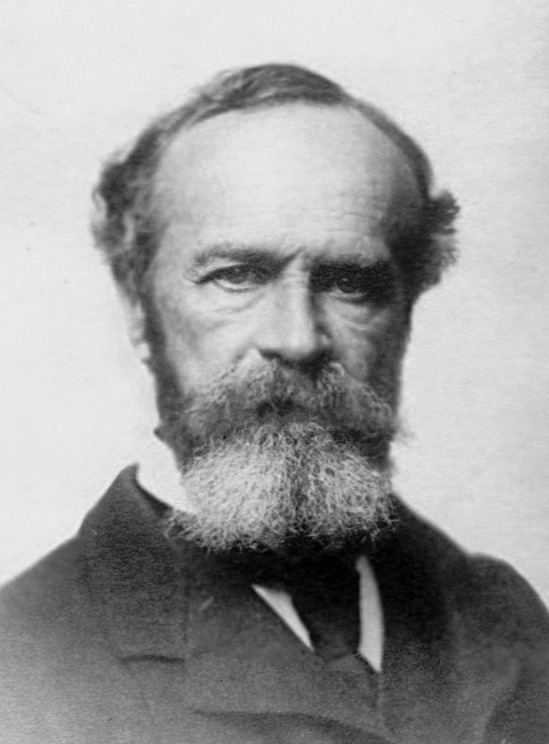
William James

Els estudis van créixer a la universitat al segle XX (amb un descens als anys 80), sovint lligats a camps marcats per la interdisciplinarietat que abordaven la religió com una manifestació cultural que s'ha de posar en relació amb d'altres. La història de les religions es relaciona amb altres disciplines que analitzen la religió, com l'antropologia de la religió, la sociologia de la religió o la filosofia de la religió.

## Comportament primat
Els parents vivents més propers de la humanitat són els ximpanzés comuns i els bonobos. Aquests primats comparteixen un avantpassat comú amb els humans que va viure fa entre quatre i sis milions d'anys. Aquest és el motiu que els ximpanzés i els bonobos es vegin com el millor substitut disponible per a aquest ancestre comú. Barbara King argumenta que mentre els primats no humans no són religiosos, exhibeixen alguns trets que haurien sigut necessaris per a l'evolució de la religió. Aquests trets inclouen la intel·ligència superior, una capacitat per a la comunicació simbòlica, un sentit de normes socials, la realització del "propi" i un concepte de continuïtat. L'Homo heidelbergensis gairebé definitivament tenia una religió primitiva, però no es coneix si van inventar els déus, o si van ser espècies posteriors.

### Moralitat i vida en grup
Tant el dr. Frans de Waal com Barbara King veuen la moralitat humana com la superació de la socialitat dels primats. Encara que la moralitat pot ser un tret humà únic, molts animals socials, com els primats, dofins i balenes, se sap que exhibeixen sentiments premorals. D'acord amb Michael Shermer, les següents característiques són compartides per humans i d'altres animals socials, particularment els grans simis: "afecte i lligams, cooperació i ajut mutu, simpatia i empatia, reciprocitat directa i indirecta, altruisme i altruisme recíproc, resolució de conflictes i acords de pau, decepció i detecció de decepció, preocupació i cura comunitària sobre el que els altres pensen sobre tu, i sensibilitat i resposta a les regles socials del grup".
De Waal manté que tots els animals socials han hagut de contenir o alterar el seu comportament per a la vida en grup perquè valgui la pena. Els sentiments premorals van evolucionar en les societats dels primats com a mètode de contenció de l'egoisme individual i construir grups més cooperatius. Per a qualssevol espècies socials, els beneficis de ser part d'un grup altruista hauria sigut major que pas els beneficis de l'individualisme. Per exemple, la falta de cohesió del grup podria fer els individus més vulnerables a atacs d'estrangers. Formar part d'un grup també pot millorar les oportunitats de trobar menjar. Això és evident entre els animals que cacen en grup quan abaten preses grans o perilloses.
Tots els animals socials tenen societats jeràrquiques en les quals cada membre coneix la seva pròpia posició. L'ordre social es manté per certes normes de comportament esperat i l'ordre imposat pels membres del grup dominant a través del càstig. Tot i això, els primats d'ordre superior també tenen un sentit de reciprocitat i imparcialitat. Els ximpanzés recorden qui els va fer favors i que els va fer mal. Per exemple, els ximpanzés estan més acostumats a compartir menjar amb individus que prèviament els han netejat.
Els ximpanzés viuen en grups de fissió-fusió de 50 individus de mitjana. És probable que els primers avantpassats dels humans visquessin en grups de mida semblant.

## Els orígens de la religió
La primera evidència d'idees religioses data d'uns quants centenars de milers d'anys enrere, cap als períodes del Paleolític mitjà i el superior. Els arqueòlegs es refereixen als aparents enterraments intencionals de l'homo sapiens primerenc, datats tan antigament com fins als 300.000 anys enrere, com a evidència d'idees religioses. El Jaciment arqueològic d'Atapuerca és un dels testimonis més antics en aquest sentit. A l'Orient Mitjà (Qafzeh) es troben tombes on els cossos estan marcats amb ocre vermell (fa 100000 anys), un pigment considerat sagrat, que indica que al paleolític ja existia la religió com a pràctica habitual. D'altres evidències d'idees religioses inclouen els artefactes simbòlics dels jaciments de l'Edat de Pedra mitjana a l'Àfrica. Tot i això, la interpretació dels primers artefactes paleolítics, respecte a com es relacionen amb les idees religioses, es manté en controvèrsia.
L'evidència arqueològica en períodes més recents és menys controvertida. Nombrosos artefactes del Paleolític superior (50.000-13.000) generalment són interpretats pels científics com a representatius d'idees religioses. Exemples de restes del Paleolític superior associades amb creences religioses inclouen l'home lleó, les figuretes de Venus o l'elaborat ritual d'enterrament de Sungir. L'exemple més destacat seria la cova de Chauvet (França), on es van trobar pintures rupestres que representen cossos mig humans i mig animals, probablement propiciadors de la caça i que mostren un pensament màgic arrelat. Es creu que l'home d'aquesta era adorava animals com a representacions divines, com per exemple l'os a Europa, que convivien amb el culte a deesses de fecunditat, trobades a petites estatuetes de pedra als jaciments europeus i asiàtics pertanyents a pobles que van viure fa més de 40000 anys.
Al segle xix, es van proposar diverses teories respecte a l'origen de la religió, substituint les primeres pretensions de la Cristianitat d'irreligió. Els primers teòrics Edward Burnett Tylor i Herbert Spencer van proposar el concepte d'animisme, mentre el biòleg John Lubbock feia servir el terme fetitxisme. Mentrestant, el primer estudiós de la religió Max Müller va teoritzar que la religió va començar en l'hedonisme. Finalment, el folklorista Wilhelm Mannhardt va suggerir que la religió va començar en el "naturalisme", pel qual volia dir l'explicació mitològica dels fets naturals. Totes aquestes teories des de llavors s'han criticat amplament; no hi ha cap consens ampli relatiu a l'origen de la religió.

## La revolució neolítica
La revolució neolítica va afectar també la religió, que es va organitzar i lligar a les figures de poder polític (posteriorment s'assimilarien els caps religiosos i civils, com el faraó a Egipte). Van continuar el culte a les divinitats animals i de fecunditat o Mare Terra, però van aparèixer nous déus, sublimacions de la nova divisió del treball. Les persones especialitzades en el contacte amb l'altre món, com xamans, bruixots i sacerdots, van veure augmentat el seu prestigi. Aquests van començar a donar cos a les diferents narracions i mites sobre la Creació, l'origen dels costums o què passava després de la mort, relats que més endavant es posarien per escrit (els primers testimonis es troben a les piràmides en inscripcions del 2400 ac). Els cultes neolítics actuen com a legitimadors del poder central i com a lligam entre membres d'un mateix poble, que se senten identificats amb un corpus de creences que els diferencien d'altres grups humans i que al·ludeixen al seu origen i el seu destí.

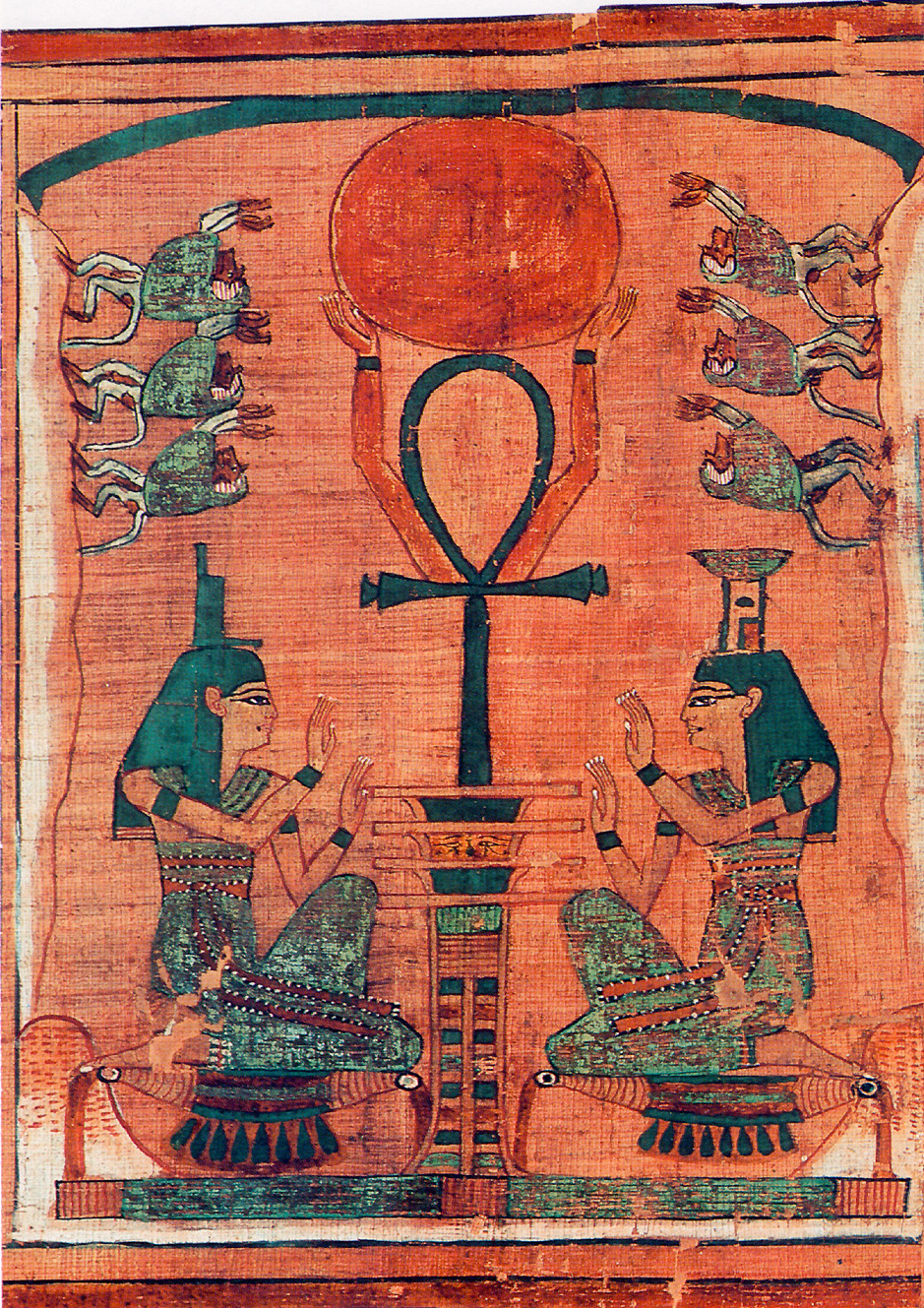
Mostra d'art religiós egipci

Cobren pes els elements naturals com a instàncies divinitzades, com prova l'existència d'un Déu del sol en cultures molt allunyades, sovint en correlació amb la Lluna. Aquests elements romandrien com a atributs dels déus suprems dels panteons posteriors (és usual que la divinitat més poderosa tingui el tro o la llum com a símbols, per exemple Zeus). Els rituals per enterrar els morts (amb cremació o sense) es van sofisticar, apareixent terrenys extensos dedicats a aquest fi (Cultura dels camps d'urnes).
Es van crear els primers santuaris, com el de Göbekli Tepe, preludi dels temples urbans, que convivien amb altars més domèstics per al culte quotidià.

## Religions antigues
La Civilització de la vall de l'Indus va ser una de les primeres a codificar el seu culte religiós, cap al 3600 aC, que cap al 1800 aC cristal·litzaria en el Veda o recull de textos sagrats de l'hinduisme.. El Shujing xinès (2300 ac) és el primer document que teoritza sobre el cel i l'harmonia, ideals del Paradís trobats en la majoria de religions. Paral·lelament, la civilització minoica va desenvolupar el seu panteó.
El text literari més antic del món, l'Epopeia de Gilgamesh, es pot considerar un escrit religiós, ja que explica les aventures d'un heroi en interacció amb els déus, fet que serà constant en l'èpica (com en l'Odissea) i en la majoria d'escrits inspirats en ella (com les novel·les de cavalleries medievals). Cap al 1250 (data disputada) va començar a escriure's la Bíblia, el llibre fundador de les religions amb més seguidors.
Karl Jaspers va anomenar "era axial" el període entre 800ac i 200 aC per la importància dels pensadors que hi van sorgir, que van canviar totalment la forma d'entendre la filosofia i la religió. Plató, el budisme i el zoroastrisme van aparèixer dins aquest període i van establir les bases de l'espiritualitat posterior. El primer va clarificar la distinció entre el món de la terra o sensible i un altre superior i etern, doctrina recollida pel cristianisme i l'Islam. El budisme, amb els seus ensenyaments sobre el desig humà i la reencarnació, és encara el culte bàsic a Orient i Zoroastre es pot considerar com un hitus en el monoteisme, ja que el seu culte i simbologia va inspirar la majoria de religions occidentals.
El naixement de Jesús va suposar un altre punt d'inflexió, per la rellevància de la religió centrada en la seva veneració. El cristianisme és alhora un exemple de sincretisme, per l'adopció de rituals i símbols de religions anteriors i de religió que es vol única, fruit del judaisme del qual va néixer i avançant-se a la religió musulmana més tardana (l'Hègira és del 622). Els conflictes entre aquestes religions, les formes de creença antigues (titllades de paganisme) van ser una constant a finals de l'Edat Antiga i l'Edat Mitjana.
L'era medieval està profundament marcada pel teocentrisme, que prova el pes creixent de la religió en la vida quotidiana dels individus. Les disputes entre fe i raó, l'auge de la teologia i les missions i croades per convertir els creients en altres religions són una altra mostra del paper del fet religiós en aquesta època.
A l'Aràbia preislàmica destacaven la doctrina sabea i la dels magus.

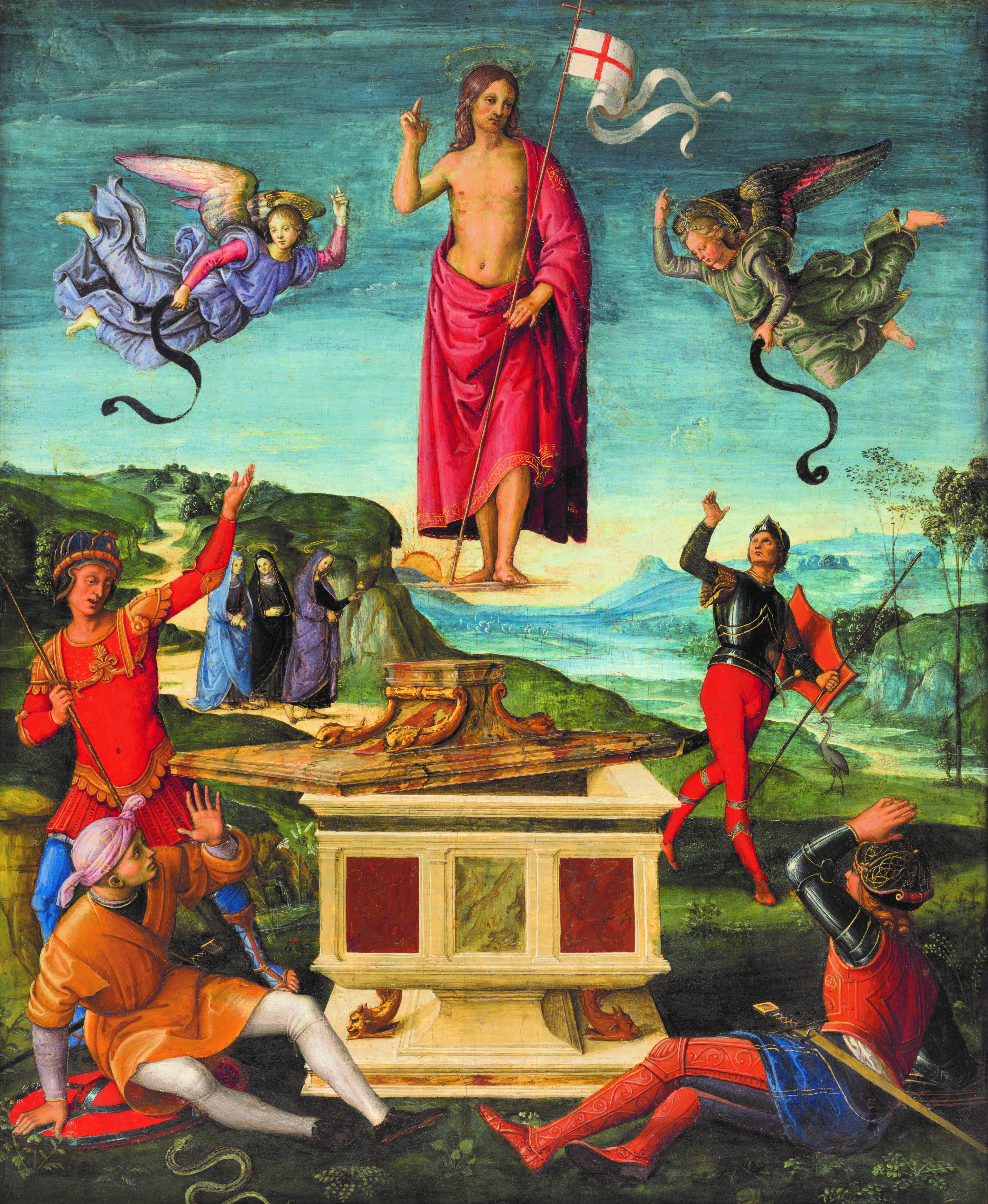
Totes les classes socials depenien de la religió

## Religions modernes
El culte animista va sobreviure a l'Àfrica i es va exportar a Amèrica, on es va barrejar amb les religions precolombines i el cristianisme dels colonitzadors, donat peu a nous cultes com la santeria. Les grans religions es van fragmentar en diverses escoles o confessions (la divisió del cristianisme va començar ja al segle v i la divisió de l'islam dos segles després). El sikhisme, la cinquena fe en nombre de creients, va ser fundat al segle xvi.
A partir de la Il·lustració, amb l'auge de la raó i la separació de poders, va minvar la presència de la religió en la societat civil. Al segle xx l'ateisme va guanyar en seguidors, convivint amb el fonamentalisme de les religions tradicionals i nous cultes com el rastafarisme, la Fe bahà'í o altres. La demanda d'una religió més personal i el redescobriment de la religió oriental van propiciar una cerca d'espiritualitat a Occident identificada amb la filosofia New Age, mentre augmentaven els agnòstics i les polèmiques sobre les relacions entre Església i Estat (un exemple seria la polèmica sobre els currículums escolars).